# 羅宇
羅宇（1944年10月18日—2020年10月22日），小名羅猛猛，中华人民共和国前政治人物、持不同政见者，是前中國人民解放軍總參謀長羅瑞卿大將的第二个儿子。

## 生平
羅宇1944年11月18日出生於延安王家坪，1963年考入清華大學自動控制系，文化大革命期间因父亲罗瑞卿遭批斗受牵连，直至罗瑞卿得到平反才获释。及后加入中国人民解放军坦克六师，1977年申请加入中国共产党。1988年授大校軍銜，曾任總參謀部裝備部航空裝備處處長。1989年，羅宇將軍在出席法國航空展時，因不滿中國共產黨指使解放軍武裝部隊於六四天安门事件鎮壓學生和百姓而逾期未歸，後憤而提出辭職。其解放軍軍籍和中共黨籍也被開除。1990年，與香港影星狄娜結婚。
2015年以出版和言論參與中國大陸的民主運動。
2016年，罗宇的回忆录《告别总参谋部》在香港出版，后又再版多次，书中披露了中共高层的许多情况。
2020年10月22日，據自由亞洲電台報導，羅宇在美国东海岸去世。

## 言论

### 揭露鄧小平下令開槍鎮壓學生
羅宇在其回憶錄《告別總參謀部》中揭露1989年六四清場時說：開槍鎮壓學生的作戰命令起草好後，先送給中央軍委常務副主席楊尚昆，趙紫陽是第一副主席；楊尚昆要鄧小平先簽才肯簽，說：「先送鄧，鄧不簽，我不簽。」於是命令先送給鄧小平，讓鄧小平簽字後，楊尚昆加簽。第38集團軍軍長徐勤先拒絕執行命令的理由就是：軍委第一副主席趙紫陽沒有簽，軍令不全、不合法，不能執行。

### 與習近平老弟商榷
2015年12月3日，羅宇在香港蘋果日報發表專文《與習近平老弟商榷》，表示「現在你坐上大位，這個機會來之不易。因為專制體制沒有接班機制，所以這裏面有多少陰差陽錯，你比我更清楚。你首先成功粉碎了周（周永康）、薄（薄熙來）政變的陰謀。但反貪腐，你怎麼反？全黨都腐，無官不貪！你反貪，就是反黨。常委裏，一個支持你，一個中立，四個等着你垮台。」羅宇明指中國遍地危機的總禍根就是中共的一黨專政。當今世界的主要矛盾，就是專制與民主的矛盾。六四天安门事件中共屠殺中國人民後，民主世界制裁中共至今，就是因為中共是專制政體。他呼籲同屬太子黨的中共中央總書記習近平：
- 「首先要解除報禁。你在聯合國說：自由、民主、平等是人類共同的價值。中國人連說話的自由都沒有，還談甚麼自由、民主、平等？《憲法》寫明的權力，在國內全部都行不通，還談甚麼依憲治國？你可千萬不要說一套，做另一套。有了新聞自由，官就不敢貪了。紀委止不住貪，這已是實踐證明了的真理。」
- 「其次是解除黨禁。只有允許反對黨存在，中共才有可能重新變為廉潔。」
- 「第三是司法獨立。中國有《憲法》，但無憲政。所有人辦事都不遵守《憲法》。首先是中共辦事不守法。文革、六四、鎮壓法輪功，都是中共帶頭違法。」
- 「第四是選舉，所有的官都得民選，哪還會容易有貪官？」
- 「第五是軍隊國家化，軍隊不得參與政爭。」[4][9]

2015年12月30日，羅宇再發表《與習近平老弟商榷（二）》，直言：1989年胡耀邦走時，北京至少有幾百萬老百姓自發上街悼念。1997年鄧小平死時，有一個老百姓上街悼念嗎？人心可鑑！最大的冤假錯案就是六四和法輪功，而且這兩件事都是徹頭徹尾違反國際法和中國憲法，所以老百姓寄望你為這兩件事平反。「世界民主大潮滾滾向前，順之者昌，逆之者亡！越南共產黨自己想清楚了，宣佈五年內放棄權力，舉行大選。緬甸軍政府也自己想清楚了，已經把權力和平移交給民選政府。」
2016年1月3日，羅宇又發表《與習近平老弟商榷（三）》，強調逐步有序地民主化，才能避免中共崩潰。第一、要全面否定鄧小平六四開槍鎮壓學生，賠禮道歉賠償。對軍隊進行憲法教育，讓每個戰士都懂得絕不能向人民開槍。第二、是徹底否定江澤民對法輪功及其他宗教團體的迫害，賠禮道歉國家賠償。懲辦黨政軍內活摘器官的劊子手。第三、平反鋪天蓋地般的大大小小冤假錯案。中國為甚麼幾百億、幾百億美元往外灑，也不為自己的貧困兒童多辦點事？得人心者才能得天下！

## 外部連結
- 專訪羅宇 （新唐人電視台）：

為何此時促習近平廢一黨專政 （页面存档备份，存于）, 2015年12月5日
支持法輪功學員訴江 （页面存档备份，存于）, 2015年12月7日
軍中腐敗唯民主化能除 （页面存档备份，存于）, 2015年12月18日
都沒信仰了 何談打仗 （页面存档备份，存于）, 2015年12月20日
六四槍聲中拋棄中共 （页面存档备份，存于）, 2015年12月21日
- 羅瑞卿之子羅宇專訪實錄 （大紀元）：

之一——人物篇 習上位秘辛 薄家父子真面目 （页面存档备份，存于）, 2015年12月16日
之二——軍隊篇 買官賣官是朝代終結的標誌 「活摘器官是中共黨政軍龐大的系統工程」 （页面存档备份，存于）, 2015年12月17日
之三——外交篇 誰在給習近平找麻煩？獨裁不可能統一民主 大國間不會打仗兩岸也不會 （页面存档备份，存于）, 2015年12月18日
之四——退黨篇 紅二代拋棄中共的心路歷程 （页面存档备份，存于）, 2015年12月19日
之五——時局篇 江澤民被軟禁 習左右中國方向 （页面存档备份，存于）, 2015年12月21日
之六——信仰篇 走進有神論的心路歷程 （页面存档备份，存于）, 2015年12月22日